# افراتخت (محمودآباد)
افراتخت، روستایی است از توابع بخش سرخ‌رود شهرستان محمودآباد در استان مازندران ایران.پایتخت تابستانی کیا افراسیاب چلاوی از سلسله چلاو یان آمل

## جمعیت
این روستا در دهستان هرازپی شمالی قرار دارد و براساس سرشماری مرکز آمار ایران در سال 1395، جمعیت آن 184 نفر (بیش از 40 خانوار) بوده‌است.